# قائمة المناطق البيئية في العراق
قائمة المناطق البيئية في العراق.

## المناطق البيئية الأرضية
العراق في منطقة القطبية الشمالية القديمة. تُسرد المناطق البيئية حسب المنطقة الأحيائية.

### غابات معتدلة عريضة الأوراق ومختلطة
غابات سهوب جبال زاغروس

#### الأراضي العشبية المعتدلة والسافانا والشجيرات
سهوب الشرق الأوسط

### الأراضي العشبية والسافانا المغمورة
مستنقعات دجلة - الفرات الملحية الغرينية

### الصحارى والشجيرات الجافة
الصحراء العربية
صحراء بلاد ما بين النهرين الشجيرة

## المناطق البيئية للمياه العذبة
- الداخلية العربية
- أسفل دجلة والفرات
- أعالي دجلة والفرات

## المناطق البيئية البحرية
الخليج العربي